# Rorschacherberg
Rorschacherberg je obec ve švýcarském kantonu St. Gallen. Nachází se na severu kantonu, nedaleko kantonálního hlavního města St. Gallenu. Žije zde přibližně 7 300 obyvatel. 

## Geografie
Rorschacherberg leží na svahu nad Rorschachem a zasahuje až k Bodamskému jezeru východně od Rorschachu; obě obce se do značné míry rozrostly společně se svými sídelními zónami. Jedná se o aglomeraci několika sídel bez skutečného centra obce. Skládá se z řady vesnic, jako jsou Rorschacherberg, Koblen, Eschlen a Hüttenmoos.
Rozloha Rorschacherbergu v roce 2006 činila 7,1 km². Z této plochy je 46,1 % využíváno pro zemědělské účely a 26,3 % je zalesněno. Ze zbytku půdy je 27,2 % zastavěno (budovy nebo silnice) a zbytek (0,4 %) je neproduktivní (řeky nebo jezera).

## Historie

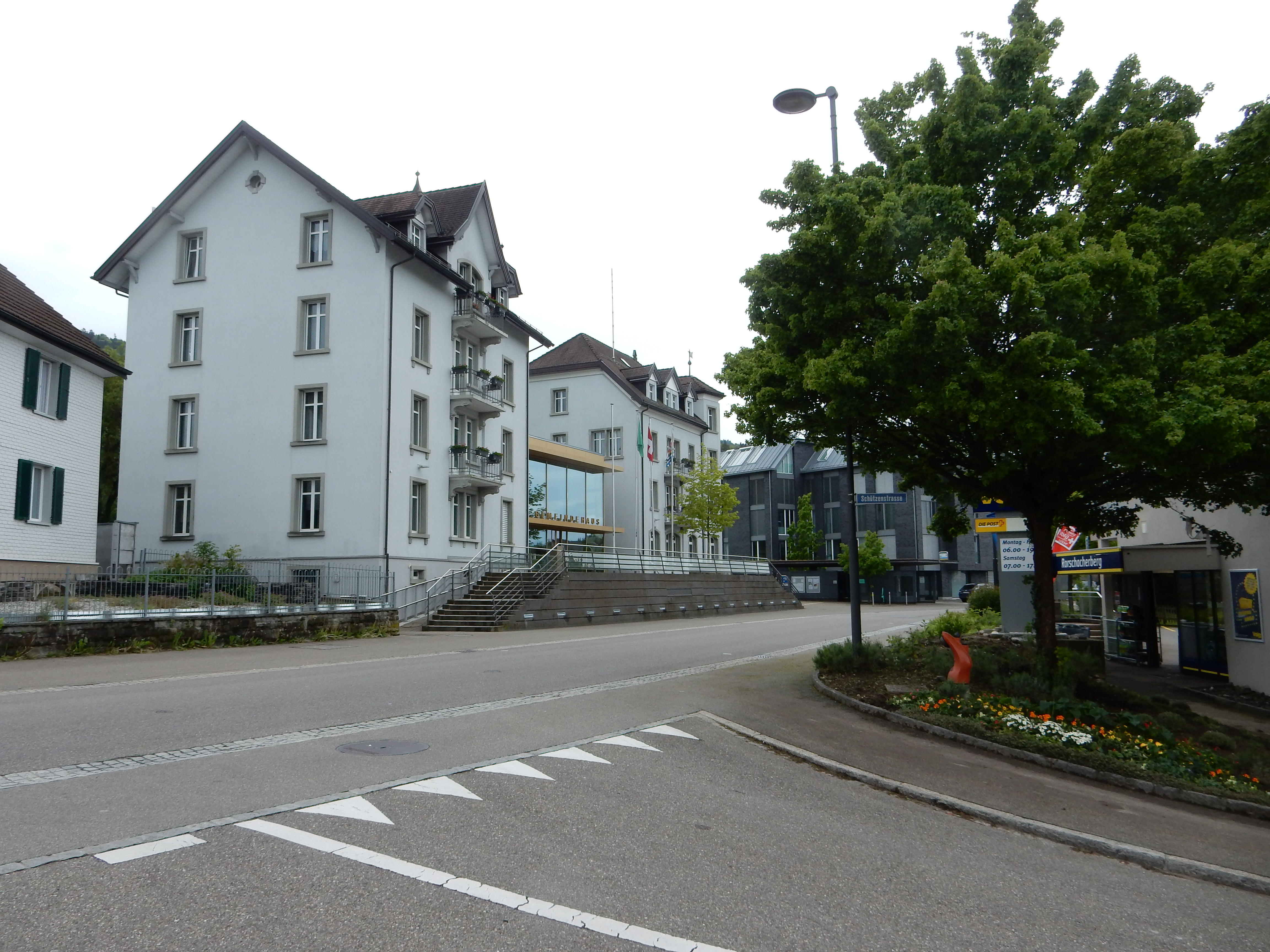
Centrum obce s radnicí

Ve středověku a raném novověku patřilo území Rorschacherbergu ke klášternímu státu St. Gallen a od druhé poloviny 15. století tvořilo hlavní panství v rámci dvora Rorschach. V roce 1724 z něj vznikla a dosud existuje korporace Vierhöfe, která kdysi zahrnovala vesnice Ennethof (dnes Hof), Hohriet, Kolprüti a Fronberg a měla vlastní obecní zřízení. Na půdě Rorschacherbergu stojí hrady St. Annaschloss, Wartensee, Wartegg a Wiggen. Ve 12. století byl St. Annaschloss původně sídlem pánů z Rorschachu (zmiňovaných v roce 1176), významného ministeriálního rodu knížecího opatství v St. Gallenu. V roce 1449 hrad koupilo knížecí opatství a až do přelomu let 1660/1670 sloužil jako sídlo knížecího opata; dnes je v soukromém vlastnictví. Rorschacherberg historicky vždy náležel k Rorschachu. V roce 1803 se Rorschacherberg stal samostatnou politickou obcí v nově vytvořeném kantonu St. Gallen v okrese Rorschach, který existoval až do roku 2002.
Snahy o připojení obce k obci Rorschach - zpočátku především ze strany obyvatel Rorschacherbergu, později Rorschachu - selhaly v 19. století a neúspěšné byly i v letech 1919, 1953 a 1978. Kolem roku 1900 začal v původně venkovské obci hospodářský vzestup se zakládáním průmyslových a obchodních podniků. V roce 1990 poskytoval druhý sektor v obci nadprůměrných 58 % pracovních míst, přičemž v roce 2005 se tento podíl přiblížil švýcarskému průměru, který činil 25,7 %. Blízkost města Rorschach, které má nedostatek pozemků, vedla od roku 1950 k silné stavební aktivitě v Rorschacherbergu a ke zdvojnásobení počtu obyvatel. Na počátku 21. století je Rorschacherberg oblíbenou rezidenční obcí, která plnila i různé nadobecní úkoly. Například společný centrální hřbitov s Rorschachem vybudoval na obecních pozemcích v roce 1912 Adolf Gaudy a v roce 1981 byl otevřen regionální dům s pečovatelskou službou.

## Obyvatelstvo

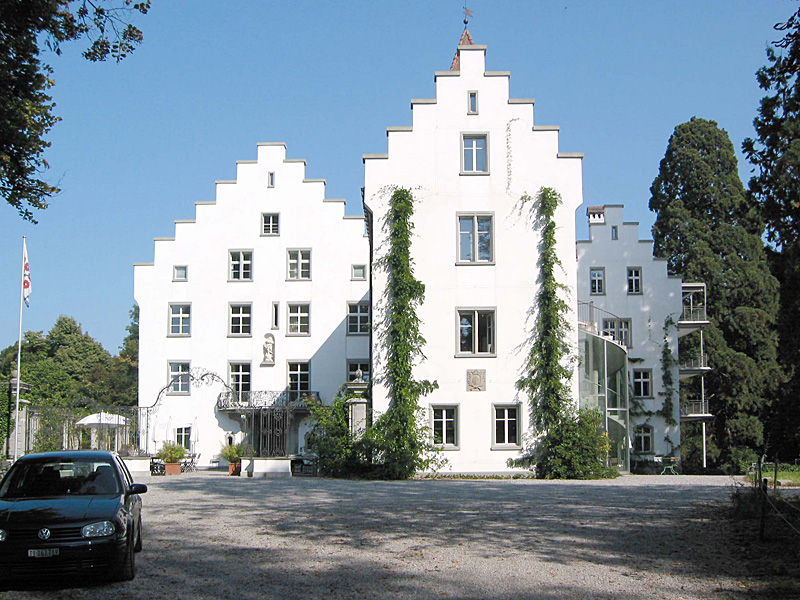
Zámeček Wartegg

| Vývoj počtu obyvatel | Vývoj počtu obyvatel | Vývoj počtu obyvatel | Vývoj počtu obyvatel | Vývoj počtu obyvatel | Vývoj počtu obyvatel | Vývoj počtu obyvatel | Vývoj počtu obyvatel | Vývoj počtu obyvatel | Vývoj počtu obyvatel |
| -------------------- | -------------------- | -------------------- | -------------------- | -------------------- | -------------------- | -------------------- | -------------------- | -------------------- | -------------------- |
| Rok                  | 1831                 | 1850                 | 1900                 | 1950                 | 1980                 | 2000                 | 2010                 | 2019                 |                      |
| Počet obyvatel       | 1108                 | 1075                 | 1785                 | 2705                 | 5294                 | 6483                 | 6922                 | 7382                 |                      |

## Doprava
Horská železnice Rorschach–Heiden (Heidnerbahn) zastavuje v Rorschacherbergu na zastávkách Seebleiche a Sandbüchel.
Místní dopravu zajišťují žluté autobusy Postauto.